# Carpinus chuniana
Carpinus chuniana ist ein kleiner Baum aus der Unterfamilie der Haselnussgewächse (Coryloideae) mit anfangs dicht gelbzottig behaarten Zweigen und bei jungen Blättern dicht zottig behaarter Mittelrippe. Das natürliche Verbreitungsgebiet der Art liegt in China.

## Beschreibung
Carpinus chuniana ist ein bis zu 10 Meter hoher Baum mit schwarzgrauer Rinde. Die Zweige sind rötlich braun, anfangs dicht gelbzottig behaart und später verkahlend. Die Laubblätter haben einen 6 bis 12 Millimeter langen, dicken und dicht gelbzottig behaarten Stiel. Die Blattspreite ist 7 bis 11 Zentimeter lang und 5 bis 5,5 Zentimeter breit, elliptisch, länglich oder verkehrt-eiförmig-länglich, spitz bis zugespitzt, mit herzförmiger und manchmal schiefer Basis und einem regelmäßig oder unregelmäßig fein doppelt gesägten Blattrand. Es werden 14 bis 18 Nervenpaare gebildet. Die Blattoberseite ist bei jungen Blättern entlang der Mittelrippe dicht zottig behaart und dicht mit punktförmigen Drüsen besetzt, die Unterseite ist entlang der Blattadern zottig behaart und zeigt Achselbärte.
Die weiblichen Blütenstände sind 5 bis 11 Zentimeter lang bei Durchmessern von etwa 2,5 Zentimetern. Die Blütenstandsachse ist 1,5 bis 2,5 Zentimeter lang, dicht rau und flaumig behaart. Die Tragblätter sind 2 bis 2,5 Zentimeter lang, etwa 1,3 Zentimeter breit, breit „halb-eiförmig“, spitz und beidseitig entlang den Blattadern dicht zottig behaart. Der äußere Blattrand ist unregelmäßig gezähnt, der innere Teil ist ganzrandig oder entfernt, fein gezähnt, mit einem eingerollten Blattöhrchen an der Basis. Es werden vier oder fünf Blattadern erster Ordnung gebildet, die netzartigen Adern sind hervorstehend. Als Früchte werden etwa 4 Millimeter lange und 3 Millimeter breite, breit eiförmige, dicht flaumig und an der Spitze zottig behaarte Nüsschen gebildet, die spärlich mit Harzdrüsen besetzt sind. Carpinus chuniana blüht von Mai bis Juni, die Früchte reifen von Juli bis August.

## Vorkommen und Standortansprüche
Das natürliche Verbreitungsgebiet liegt in China im Norden der Provinz Guangdong, in Guizhou und im Südosten von Hubei in subtropischen Wäldern an den Hängen von Kalkgebirgen.

## Systematik
Carpinus chuniana ist eine Art aus der Gattung der Hainbuchen (Carpinus). Diese wird in der Familie der Birkengewächse (Betulaceae) der Unterfamilie der Haselnussgewächse (Coryloideae) zugeordnet. Die Art wurde 1932 von Hu Xiansu erstmals wissenschaftlich beschrieben. Der Gattungsname Carpinus stammt aus dem Lateinischen und wurde schon von den Römern für die Hainbuche verwendet.

## Nachweise